# 고희진
고희진(高熙眞, 1980년 7월 13일~)은 대한민국의 전 배구 선수이자 현 배구 지도자로, 현역 시절 포지션은 미들 블로커였다. 삼성화재의 원 클럽 플레이어로, 대한민국 국가대표팀 선수로 활동하며 2010년 아시안 게임에서 동메달을 획득했다.
은퇴 후에는 삼성화재에서 코치를 맡았고, 신진식의 후임으로 삼성화재의 감독을 맡았다. 2021-2022 시즌을 마치고 김상우에게 삼성화재의 감독직을 넘긴 후에는 곧바로 이영택의 후임으로 대전 정관장 레드스파크스의 감독으로 선임되어 여자배구계에서 활동 중이다.

## 학력
- 마산중앙고등학교
- 성균관대학교

## 수상 내역
- 2010년 아시안 게임 남자 배구 동메달
- 2010 프로배구 V리그 올스타
- 2012 NH농협 V리그 블로킹 500개 기준기록상